# آنژلیکا ساوریوک
آنژلیکا ساوریوک (به انگلیسی: Anzhelika Savrayuk) ژیمناست زادهٔ ۲۳ اوت ۱۹۸۹ میلادی اهل کشور ایتالیا است.